# Voices (песня Disturbed)
«Voices» — песня американской рок-группы Disturbed. Песня была выпущена в ноябре 2000 года как второй сингл от их дебютного альбома The Sickness. Песня заняла позицию № 16 в чарте Mainstream Rock Tracks и позицию #18 на Modern Rock Tracks.

## Клип
Видеоклип песни показывает человека работающего в офисе, которому надоела его работа и люди работающие с ним и он мечтает взять и всё бросить. Группа в клипе показана выступающей на концерте. Всюду по видео человек оказывается перед различными ситуациями, которые заставляют его представить, что бы он сделал с людьми которые относились к нему плохо. В конце видео показано как Дэвид Дрэйман в виде работника офиса нашёптывает человеку и после этого он оставляет свою работу и идет на концерт, где выступает группа Disturbed.

## Список композиций

### CD 1
1. «Voices» — 3:11
2. «Stupify» (Live) — 5:26
3. «The Game» (Live) — 3:53

### CD 2
1. «Voices» — 3:11
2. «Down with the Sickness» (Live) — 6:17
3. «Voices» (Music video) — 3:27

### «7» винил
1. «Voices»
2. «Voices» (Live)

## Позиция в чарте
| Год  | Чарт                       | Позиция |
| ---- | -------------------------- | ------- |
| 2000 | США Mainstream Rock Tracks | 16      |
| 2000 | США Modern Rock Tracks     | 18      |